# ويليام ماهر
ويليام ماهر (بالإنجليزية: William Maher)‏ هو لاعب كرة القدم الغالية أيرلندي، ولد في 1979 في Ballingarry, South Tipperary ‏ في جمهورية أيرلندا.